# Bipolar (película)
Bipolar es una película de 2014 de género Misterio y Thriller. El film es protagonizado por Andrew J. West y Emma Bell, actores también de la exitosa serie The Walking Dead. Se estrenó el 25 de mayo del 2014.

## Trama
Harry Poole, un joven introvertido, sufre de trastorno bipolar. Se inscribe en un ensayo clínico dirigido por el famoso Dr. Lanyon, cuya droga milagrosa está destinado a ayudar a la gente como él llevan una vida más equilibrada. Bajo la vigilancia de vídeo constante, Harry experimenta rápidamente resultados positivos y se convierte en un hombre nuevo, más carismático y encantador. Incluso logra seducir a Anna, una joven enfermera que cuida de él. Harry, abrazando plenamente su renacimiento, crea una nueva personalidad para sí mismo. "Edward Grey" nace, el hombre al que siempre ha querido ser: saliente, audaz y valiente. Por desgracia, el médico suspende abruptamente el ensayo clínico. Los casos de rabia y confusión se han reportado entre otros temas de prueba y el medicamento se tira. Anna, compadeciéndose, da a Harry un regalo de despedida: una gran cantidad de las pastillas, con el que continúa su "juicio" en casa. Embriagado por la libertad y el poder de su nueva identidad como "Edward", Harry se entrega a sí mismo poco a poco a su alter ego oscuro

## Elenco
- Andrew J. West como Harry Poole / Edward Grey.
- Emma Bell como Anna Miller.
- Beatrice Rosen como Ivy Adams.
- Andrew Howard como Dr. Lanyon.
- Lenny Jacobson como John Poole.
- Taylor Nichols como Donald Poole.
- Jude Demorest como Sarah.
- Brent Jennings como Padre Wallace.
- Juanita Jennings como Gladys.
- Rich Manley como Mike.
- Samuel Munoz como Scott Reeves.
- Elea Oberon como Emily.